# Thysanopoda
Thysanopoda é um género de krill.

## Taxonomia
Incluem-se neste género as espécies seguintes:
- Thysanopoda acutifrons Holt and W. M. Tattersall, 1905
- Thysanopoda aequalis Hansen, 1905
- Thysanopoda astylata Brinton, 1975
- Thysanopoda cornuta Illig, 1905
- Thysanopoda cristata G. O. Sars, 1883
- Thysanopoda egregia Hansen, 1905
- Thysanopoda microphthalma G. O. Sars, 1885
- Thysanopoda minyops Brinton, 1987
- Thysanopoda monacantha Ortmann, 1893
- Thysanopoda obtusifrons G. O. Sars, 1883
- Thysanopoda orientalis Hansen, 1910
- Thysanopoda pectinata Ortmann, 1893
- Thysanopoda spinicaudata Brinton, 1953
- Thysanopoda tricuspida H. Milne Edwards, 1837